# Crassispira candace
Crassispira candace är en snäckart som beskrevs av Dall 1919. Crassispira candace ingår i släktet Crassispira och familjen Turridae. Inga underarter finns listade i Catalogue of Life.